# Regeln für die alphabetische Katalogisierung
Die Regeln für die alphabetische Katalogisierung (RAK) sind ein bibliothekarisches Regelwerk, das nicht mehr weiterentwickelt und seit 2015 durch Resource Description and Access (RDA) abgelöst wird. Die RAK erschienen erstmals 1976 und wurden in den 1980er-Jahren in Deutschland und Österreich zum dominierenden Regelwerk.
Das theoretische Modell, auf welchem basierend die RAK erstellt wurden, sind die 1961 auf einer Konferenz der IFLA entworfenen Paris Principles. Eine weitere Grundlage der RAK bildete die seit 1971 bestehende International Standard Bibliographic Description (ISBD).
Wie ihr Gegenstück aus dem englischsprachigen Raum, die AACR, sind die RAK äußerst komplex und trotz ihrer Eignung für das Erstellen elektronischer Bibliothekskataloge noch stark auf Zettelkataloge ausgerichtet. Charakteristisch sind Ansetzungsformen in der Originalsprache des zu katalogisierenden Mediums und ein Vorrang rein formaler Entscheidungskriterien, beispielsweise bei der Frage, wann eine Körperschaft die Haupteintragung erhält.

## Geschichte
Die erste Ausgabe der RAK erschien 1976 in der DDR und ein Jahr später in der Bundesrepublik. Sie bildeten die langersehnte Ablöse der überholten Preußischen Instruktionen (PI), die aus dem Jahr 1899 stammten und 1932 durch die DIN 1505 erweitert wurden.
Die Erarbeitung einer grundlegend erneuerten RAK, der RAK2, wurde im Zug der Diskussion um einen Umstieg auf die AACR2 eingestellt. Der Nachfolger der AACR2 ist das Regelwerk Resource Description and Access (RDA).

## Die RAK-Familie
Ursprünglich gab es nur eine einheitliche RAK-Ausgabe mit Alternativvorschriften für unterschiedliche Anforderungen oder Bibliothekstypen. Aufgrund der unterschiedlichen Anforderungen wurden die Alternativvorschriften in unterschiedlichen Regelwerken für Wissenschaftliche Bibliotheken (RAK-WB) und Öffentliche Bibliotheken (RAK-ÖB) festgehalten, außerdem weitere Werke für Sondermaterialien entwickelt.
- Die Regeln für die alphabetische Katalogisierung in wissenschaftlichen Bibliotheken (RAK-WB) gelten für Wissenschaftliche Bibliotheken und sind 1983 erschienen. Die zweite Auflage von 1994 wurde 1995, 1996, 1998 und 2002 durch Ergänzungslieferungen aktualisiert. Die aktuelle Fassung stammt aus dem Jahr 2006 und wird im Hinblick auf die baldige Ablösung der RAK durch RDA nicht mehr aktualisiert. Ab 1993 erschienen die RAK-WB als Loseblattausgabe.
- Die Regeln für die alphabetische Katalogisierung in öffentlichen Bibliotheken (RAK-ÖB) kommen in Öffentlichen Bibliotheken zum Einsatz.
- Verschiedene Sonderregelungen wurden für bestimmte Medienformen entworfen:
  - Für Musikalien (Musikdrucke, Musiktonträger usw.) gelten die Regeln für die alphabetische Katalogisierung von Ausgaben musikalischer Werke (RAK-Musik) in einer revidierten Ausgabe von 2003.
  - Für Materialien, die kein Buch sind (Bilder, Tonträger, Mikroform usw.), gelten die Regeln für die alphabetische Katalogisierung von Nichtbuchmaterialien (RAK-NBM). Die letzte Aktualisierung der Loseblattausgabe fand 2006 statt.
  - Für kartografische Materialien (Karten, Luftbilder, Pläne usw.) werden die 1987 erschienenen RAK-Karten verwendet.

## DIN-Normen
Die Formalkatalogisierungs-Regeln werden in DIN 1505 festgelegt:
- DIN 1505-1: Titelangaben von Dokumenten: Titelaufnahme von Schrifttum (Ausgabe: Mai 1984) – 2007 ersatzlos zurückgezogen
- DIN 1505-2: Titelangaben von Dokumenten: Zitierregeln (Ausgabe: Januar 1984) – 2013 ersetzt durch ISO 690
- DIN 1505-3: Titelangaben von Dokumenten: Verzeichnisse zitierter Dokumente (Literaturverzeichnisse) (Ausgabe: Dezember 1995)
- DIN V 1505-4: Titelangaben von Dokumenten: Titelaufnahme von audio-visuellen Materialien (Vornorm, Ausgabe: Juni 1998) – ersatzlos zurückgezogen

## Ausgaben
- Arbeitsstelle für Standardisierung (Hrsg.): Regeln für die alphabetische Katalogisierung in wissenschaftlichen Bibliotheken. RAK-WB, 2., überarbeitete und erweiterte Auflage, 2007, ISBN 3-933641-88-8 (online PDF-Datei; 32,7 MB)
- Arbeitsstelle für Standardisierung (Hrsg.): Regeln für die alphabetische Katalogisierung von Ausgaben musikalischer Werke. RAK-Musik, revidierte Ausgabe, 2004, ISBN 3-933641-52-7 (online PDF-Datei; 0,5 MB)
- Arbeitsstelle für Standardisierung (Hrsg.): Regeln für die alphabetische Katalogisierung von Nichtbuchmaterialien. RAK-NBM, aktualisierte Ausgabe, 2008 (online PDF-Datei; 6,0 MB)